# Dunnsjö
Dunnsjö är en sjö i Tranemo kommun i Västergötland och ingår i Ätrans huvudavrinningsområde. Sjön har en area på 0,0623 kvadratkilometer och ligger 171 meter över havet.

## Delavrinningsområde
Dunnsjö ingår i det delavrinningsområde (640084-135251) som SMHI kallar för Utloppet av Åsunden. Medelhöjden är 201 meter över havet och ytan är 159,93 kvadratkilometer. Räknas de 18 avrinningsområdena uppströms in blir den ackumulerade arean 644,31 kvadratkilometer. Avrinningsområdets utflöde Ätran mynnar i havet. Avrinningsområdet består  mestadels av skog (50 procent) och jordbruk (11 procent). Avrinningsområdet har 34,66 kvadratkilometer vattenytor vilket ger det en sjöprocent på 21,6 procent. Bebyggelsen i området täcker en yta av 5,03 kvadratkilometer eller 3 procent av avrinningsområdet.